# Pollenia mongol
Pollenia mongol är en tvåvingeart som beskrevs av Aldrich 1930. Pollenia mongol ingår i släktet vindsflugor, och familjen spyflugor. Inga underarter finns listade i Catalogue of Life.